# 哈萨克斯坦华人
哈萨克斯坦华人是哈萨克斯坦的少数族群之一，哈薩克的中國移民按族群細分為：哈萨克族（絕大部分）、漢族、維吾爾族和回族（即東干族）。居住在哈薩克斯坦境內的维吾尔族人有276,449人（2015年），东干族人有98,577人（2019年），漢族人有189,762人（2021年）。其中97%的漢人居住在城市，主要集中在阿拉木图、阿斯塔納和卡拉干达，并且受过良好的教育，87.2%的汉族接受过高等教育（大学）和职业教育。從中國移民到哈薩克的東干族、哈薩克族、維吾爾族一般不認同自己是華人。

## 歷史
19世纪和20世纪，有一些少數民族从中国依移居到哈萨克斯坦，例如1862年至1877年同治陕甘回乱發生后從清朝逃至哈薩克的东干族（回族），或1950年代大跃进时期發生的新疆居民外逃事件裡的维吾尔族人和哈萨克族人。然而這些人的后代并不认为自己是華人。 1990年代初期至今，蘇聯解體，哈薩克得以獨立，在哈薩克政府的號召下，大量哈薩克族人陸續移民到哈薩克。。